# Élections générales saskatchewanaises de 1971
L'élection générale saskatchewanaise de 1971 se déroule le 23 juin 1971 afin d'élire les députés de l'Assemblée législative de la Saskatchewan. Il s'agit de la 17e élection générale en Saskatchewan depuis la création de cette province du Canada en 1905.

## Résultats
| Parti                                | Parti                      | Chef        | # de candidats | Sièges | Sièges | Sièges  | Voix    | Voix    | Voix     |
| Parti                                | Parti                      | Chef        | # de candidats | 1967   | Élus   | % Diff. | #       | %       | % Diff.  |
| ------------------------------------ | -------------------------- | ----------- | -------------- | ------ | ------ | ------- | ------- | ------- | -------- |
|                                      | Nouveau Parti démocratique |             | 60             | 24     | 45     | +87,5 % | 248 978 | 55,00 % | +10,65 % |
|                                      | Libéral                    |             | 60             | 35     | 15     | -42,9 % | 193 864 | 42,82 % | -2,75 %  |
|                                      | Progressiste-conservateur  |             | 16             | -      | -      | -       | 9 659   | 2,13 %  | -7,65 %  |
|                                      | Indépendant                | Indépendant | 1              | -      | -      | -       | 189     | 0,04 %  | *        |
|                                      | Communiste                 |             | 1              | -      | -      | -       | 46      | 0,01 %  | *        |
| Total                                | Total                      | Total       | 138            | 59     | 60     | +1,7 %  | 452 736 | 100 %   |          |
| Source : (en) Elections Saskatchewan |                            |             |                |        |        |         |         |         |          |